# Io amo tu ami/Come sinfonia
Io amo tu ami/Come sinfonia è il 36º singolo discografico di Mina, pubblicato nel 1961 dall'etichetta Italdisc.

## Storia
Primo singolo pubblicato nel 1961, dopo due annate di intensa produzione con 17 45 giri editi nel 1959 e 16 nel 1960 (esclusi flexi-disc e EP). Ha un'unica copertina ufficiale Archiviato il 28 febbraio 2023 in Internet Archive.. Contiene due canzoni presentate al Festival di Sanremo 1961, la prima da Mina stessa e da Nelly Fioramonti, la seconda dall'autore Pino Donaggio e da Teddy Reno; accedono entrambe alla finale e si piazzano rispettivamente 4ª e 6ª.
La versione originale di Come sinfonia di Donaggio (all'esordio come cantante) arriverà al primo posto in hit parade rimanendovi per tre settimane e risulterà l'ottavo singolo per vendite durante quell'anno. Ma è opinione comune fra gli osservatori che questa cover di Mina abbia contribuito a quel risultato e che se la cantante avesse interpretato di persona il brano al Festival, l'avrebbe sicuramente vinto.
Al Festival delle sorprese invece, spopola Adriano Celentano, secondo con 24 mila baci (abbinata anche a Little Tony), vincono Betty Curtis e Luciano Tajoli con Al di là, mentre Mina, data vincente nei pronostici con Le mille bolle blu (cantata alla manifestazione anche da Jenny Luna), arriva solo quinta, battuta anche dalla sua Io amo tu ami.
I due brani di questo singolo e Le mille bolle blu si trovano nell'EP 11º Festival di San Remo 1961 e nell'album Due note, pubblicazioni ufficiali del 1961, oltre che nella raccolta su CD Ritratto: I singoli Vol. 2 (2010).
In Come sinfonia Mina canta accompagnata dall'orchestra di Tony De Vita.
Questa canzone sarà usata durante l'anno per girare un carosello pubblicitario per l'Industria Italiana della Birra.

## Tracce
Lato A
1. Io amo tu ami – 3:23 (testo: Enzo Bonagura – musica: Gino Redi; edizioni musicali Radiofilmusica)

Lato B
1. Come sinfonia – 2:37 (Pino Donaggio; edizioni musicali Accordo)